# Choerades taiga
Choerades taiga là một loài ruồi trong họ Asilidae. Choerades taiga được Lehr miêu tả năm 1991. Loài này phân bố ở vùng Cổ Bắc giới.